# Алсунгская волость
А́лсунгская волость (латыш. Alsungas pagasts) — административно-территориальная единица на западе Латвии, в регионе Курземе. Административным центром волости является посёлок Алсунга. 
Была образована как край 1 июля 2009 года из Алсунгской волости упразднённого Кулдигского района.
Внутреннее деление края на волости отсутствовало.
Площадь края составляла 190 км².
Край населяли суйты — этнографическая группа латышей. 
В 2021 году в результате новой административно-территориальной реформы Алсунгский край был преобразован в Алсунгскую волость, которая была включена в Кулдигский край.

## Население

Герб края (2012–2021)

На 1 января 2010 года население составляло 1650 человек (14 января 2009 года — 1688).

### Национальный состав
Национальный состав населения края по итогам переписи населения Латвии 2011 года был распределён таким образом:
| Национальность | Численность, чел. (2011) | %        |
| -------------- | ------------------------ | -------- |
| Латыши         | 1409                     | 95,85 %  |
| Русские        | 19                       | 1,29 %   |
| Литовцы        | 17                       | 1,16 %   |
| Белорусы       | 7                        | 0,48 %   |
| Украинцы       | 6                        | 0,41 %   |
| Поляки         | 3                        | 0,20 %   |
| Другие         | 9                        | 0,61 %   |
| всего          | 1470                     | 100,00 % |